# Феникс-парк
Фе́никс-парк (ирл. Páirc an Fhionn-Uisce, англ. Phoenix Park) — парк в Дублине, один из крупнейших в мире городских общедоступных парков. Расположен в 3 км к северо-западу от центра Дублина и имеет площадь 707 га. Название парка происходит от ирландского словосочетания fionn uisce, что обозначает «чистая вода».
С XII века участок земли, на котором ныне расположен Феникс-парк, принадлежал ордену Иоаннитов, создавшему неподалёку аббатство Килменхэм, ныне занятое одноимённым госпиталем. В 1539 году имущество ордена было конфисковано в казну, а в 1662 году вице-король герцог Ормонд учредил Королевский охотничий парк, обнеся границы стеной и начав разведение ланей и фазанов. В 1745 году Феникс-парк был открыт для свободного посещения.
К достопримечательностям парка, помимо обширной популяции ланей (около 400—450), относятся:
- замок Аштаун XV века,
- открытый в 1831 году Дублинский зоопарк, содержащий более 700 видов зверей и птиц[2],
- Папский крест, установленный в 1979 году в память о визите Иоанна Павла II,
- 63-метровый монумент в память Веллингтона,
- установленная в 1747 году коринфская колонна с фениксом наверху.

Также в парке располагаются резиденция президента Ирландии, построенная в 1754 для британского лорд-лейтенанта, Дирфилд — бывшая дублинская резиденция государственного секретаря по ирландским делам, а с 1927 года — особняк посла США, штаб-квартира национальной полиции. Кроме того, в нём находится государственный гостевой дом Стюардс Лоджиспользуемый для официальных государственных мероприятий тишеком (главой правительства) Ирландии.
В Феникс-парке произрастает 351 вид растений, из которых около 30 % — цветковые. В нём с 1929 года проходят автомобильные гонки.
- Убийства в Феникс-парке (1882)[англ.]